# Печорское море
Печо́рское мо́ре — акватория в юго-восточной части Баренцева моря, между островами Колгуев и Вайгач.
Этот гидроним встречается уже на карте мира Меркатора 1569 года, где относился ко всему Баренцеву морю. Термин «Печорское море», согласно Постановлению ЦИК СССР от 28.11.1935 года, применим к акватории юго-восточной части Баренцева моря, расположенной к востоку от границ по линии мыс Чёрный (Новая Земля, южный вход в губу Костин Шар) — северная оконечность острова Колгуев и затем южная оконечность острова Колгуев (Плоские Кошки) — мыс Святой Нос. При этом проливы Карские Ворота и Югорский Шар к Печорскому морю не относятся. Все берега, омываемые морем, принадлежат России (материковый берег, острова Колгуев и Вайгач — Ненецкий автономный округ, архипелаг Новая Земля — Архангельская область).
Размеры Печорского моря: в широтном направлении — от острова Колгуев до пролива Карские Ворота — около 300 км и в меридиональном направлении — от мыса Русский Заворот до Новой Земли — около 180 км. Площадь акватории моря составляет 81 263 км², объём вод 4380 км³.
В пределах Печорского моря имеется несколько заливов (губ): Раменка, Колоколкова, Паханческая, Болванская, Хайпудырская, Печорская (самая крупная). Из рек, впадающих в море, самой крупной является Печора. Другие значительные реки: Чёрная, Море-Ю, Коротаиха, Большая Ою, Нерута. Берег от посёлка Варандей до мыса Медынский Заворот у поморов носил название «Бурловый».
Море мелководное с постепенно увеличивающимися глубинами в меридиональном направлении от материкового берега. Вдоль южного берега архипелага Новая Земля располагается глубоководный жёлоб с глубинами более 150 метров.

## Климатические условия
Полярная ночь продолжается здесь с конца ноября до середины января, а полярный день — с середины мая до конца июля.
Ледовый покров, имеющий здесь сезонный характер, образуется в сентябре — октябре и сохраняется до июля.
Максимальный прогрев вод в поверхностных слоях отмечается в августе (10—12 °C), а в глубинных слоях — в сентябре — октябре. В наиболее холодном месяце — мае — значения температуры воды отрицательные от поверхности до дна.

## Характеристики
Солёность воды в Печорском море меняется в течение года и в различных местах акватории. В ледовый период отмечаются морские солёные воды (солёность 32—35 ‰). В летне-осенний период в районе сильно выражено распресняющее воздействие материкового пресного стока (в первую очередь реки Печора). В слое 0—10 м образуются зоны солоноватых (солёность до 25 ‰), распреснённых морских (солёность 25—30 ‰) и солёных морских (солёность более 30 ‰). Максимум развития этих зон отмечается в июле. Сокращение зон солоноватых и распреснённых морских вод происходит в августе-октябре и заканчивается в ноябре к началу льдообразования полным исчезновением в Печорском море солоноватых вод.
В море проходят ветви тёплого Колгуево-Печорского течения, холодного течения Литке и стоковых (тёплых летом и холодных зимой) Беломорского и Печорского течений.
Приливы в Печорском море полусуточные мелководные, лишь на входе в Печорскую губу и в её вершине они неправильные полусуточные. Средняя величина сизигийного прилива (посёлок Варандей) составляет 1,1 м.
В море ведётся промысел трески, белухи, тюленя.

## Промышленное освоение

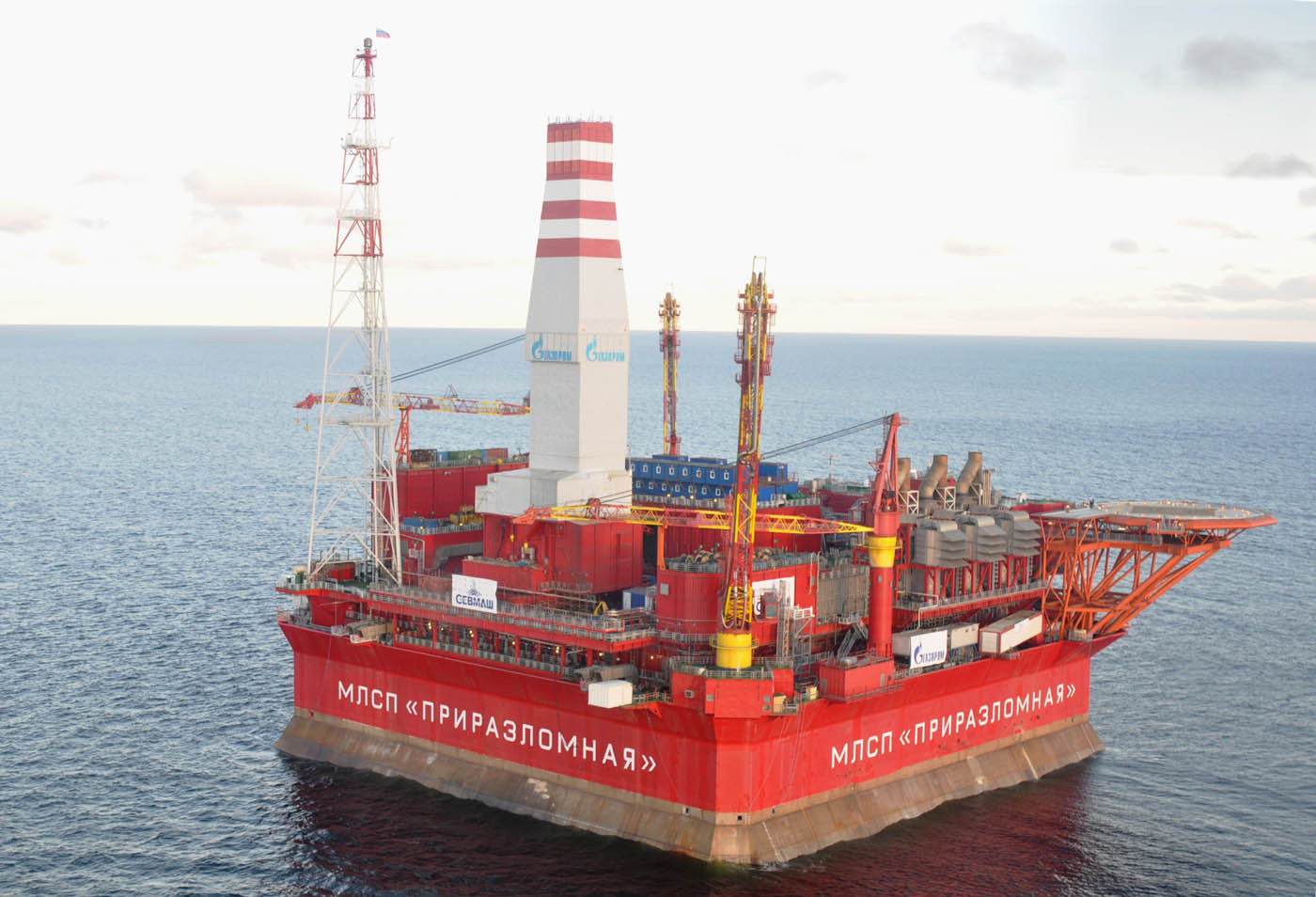
«Приразломная» в Печорском море

### Первая арктическая нефть
Печорское море является одним из самых разведанных по запасам углеводородов на российском шельфе. Именно на Приразломном месторождении, расположенном на шельфе Печорского моря, в 2013 году была добыта первая арктическая нефть.
Приразломное месторождение — единственное на сегодняшний день месторождение на арктическом шельфе России, где добыча нефти уже начата. Нефть нового российского сорта получила название ARCO (Arctic oil) и впервые была отгружена с Приразломного в апреле 2014 года. Месторождение расположено в 55 км к северу от посёлка Варандей и в 320 км к северо-востоку от г. Нарьян-Мар (р. Печора). Глубина моря в районе месторождения составляет 19—20 метров. Приразломное открыто в 1989 году и содержит более 70 млн т извлекаемых запасов нефти. Лицензия на разработку принадлежит компании «Газпром нефть шельф» (дочернее общество «Газпром нефти»).
Приразломное — уникальный российский проект по добыче углеводородов на шельфе Арктики. Впервые добыча углеводородов на арктическом шельфе ведется со стационарной платформы — морской ледостойкой стационарной платформы (МЛСП) «Приразломная». Платформа позволяет выполнять все технологические операции — бурение скважин, добычу, хранение, отгрузку нефти на танкеры и т. д.

## Месторождения
В настоящее время[когда?] в Печорском море подготавливаются для промышленной добычи нефти месторождения «Долгинское», «Медынское-море», «Варандей-море» и другие. В районе посёлка Варандей действует морской нефтеналивной терминал, куда поступает нефть с береговых месторождений.